# Budančevica
Budančevica falu Horvátországban Kapronca-Kőrös megyében. Közigazgatásilag Gorbonokhoz tartozik.

## Fekvése
Szentgyörgyvártól 9 km-re délkeletre, községközpontjától 1 km-re nyugatra a Drávamenti-síkságon a drávamenti főút mellett  fekszik.

## Története
A falunak 1857-ben 262, 1910-ben 601 lakosa volt. A falu Trianonig Belovár-Kőrös vármegye Szentgyörgyi járásához tartozott. 2001-ben a falunak 525 lakosa volt.

## Nevezetességei
A Lourdes-i Szűzanya tiszteletére szentelt kápolnáját 1925-ben építették részben a Szűzanya, részben a horvát államiság ezer esztendős évfordulójának emlékére. A kápolnát Isten szolgája dr. Josip Lang szentelte fel.

## Külső hivatkozások
- Hivatalos oldal
- A kloštar podravski plébánia honlapja